# Heksakloroetan
Heksakloroetan ali perkloroetan je organska klorova spojina s formulo (CCl3)2. Pri sobni temperaturi je bela brezbarvna trdnina s kafri podobnim vonjem. Vojska ga je uporabljala v dimnih sestavkih na primer v dimnih granatah.

## Pridobivanje
Najpogosteje uporabljen komercialni postopek za pridobivanje heksakloroetana je kloriranje tetrakloroetena pri 100–140 °C v  prisotnosti železovega(III) klorida (FeCl3), 
Cl2C=CCl2 + Cl2  →  Cl3C−CCl3
vendar obstaja tudi več drugih postopkov. Zelo čist heksakloroetan v majhnih količinaj je mogoče proizvesti s kloriranjem barijevega karbida.:101 Proizvaja se tudi kot stranski proizvod industrijskega kloriranja drugih surovin.:101

## Uporaba
Heksakloroetan se je uporabljal v proizvodnji maziv za ekstremne tlake in sredstvo  za prenos verige pri emulzijski polimerizaciji kopolimera propilen tetrafluoroeten. Heksakloroetan se uporablja kot sredstvo za odstranjevanje parazitov v veterinarski medicini, pospeševalnik vulkanizacije kavčuka, sestavina fungicidnih in insekticidnih preparatov, odganjalo moljev in mehčalo za celulozne estre.
Heksakloroetan se je uporabljal tudi v proizvovodnji peletov za razplinjevanje mehurčkov vodika iz taline aluminija v livarnah aluminija. Na podoben način se uporablja pri ulivanju magnezija, vendar se njegova raba v livarnah v Evropski uniji postopoma opušča.

### Dimni plin
Heksakloroetanski dimni plin (HC) v dimnih granatah vsebuje približno enaki količini heksakloroetana in cinkovega oksida (ZnO) in približno 6% granuliranega aluminija. Tovrsten dimni plin je strupen zaradi tvorbe cinkovega klorida. Tovrstne granate je zaradi strupenosti opustila večina armad  zahodnih držav.
HC se uporablja tudi za obvladovanje uličnih nemirov. Izpostavljenost tovrstnemu dimnemu plinu povzroča bruhanje in izgubo apetita in motnje v menstrualnem ciklu, vendar se še naprej uporablja. Laboratorij za biomedicinske raziskave in razvoj v vojski ZDA je ugotovil tudi to, da  je "nekaj minutna izpostavljenost nezaščitenih vojakov visokim koncentracijam HC dima povzročila poškodbe in smrt."

## Toksičnost
Heksakloroetan ni posebej strupen, če se ga zaužije, pri absorbciji skozi kožo pa velja za zelo strupenega. Primarni učinek  heksakloroetana je depresija osrednjega živčevja. Koncentracija v zraku, ki je takoj nevarna za življenje ali zdravje, je 300 ppm, dovoljena meja izpostavljenosti v skladu s predpisi za varstvo pri delu pa je 1 ppm (koža). Upravičeno se domneva, da je rakotvoren.